# Baço
O baço (lat. lien, grc. σπλήν) é um órgão encontrado em praticamente todos os animais vertebrados. No corpo humano, possui formato oval, pesando cerca de 150 g e está situado na região hipocondríaca esquerda, à esquerda e atrás do estômago, por cima do polo superior do rim esquerdo. Possui uma face diafragmática (que se relaciona com o diafragma) e uma face visceral (que se relaciona com o estômago, o cólon transverso e o rim esquerdo).
É o maior dos órgãos linfáticos e faz parte do sistema reticuloendotelial, participando nos processos de hematopoiese (produção de células sanguíneas, principalmente em crianças) e hemocaterese (destruição de células velhas, como hemácias senescentes - com mais de 120 dias). Tem uma importante função imunológica de produção de anticorpos e proliferação de linfócitos ativados, protegendo contra infecções, e a esplenectomia (cirurgia de retirada do baço) determina uma capacidade reduzida na defesa contra alguns tipos de infecção. É um órgão extremamente frágil, sendo muito suscetível à ruptura, em casos de trauma físico ou ao crescimento (esplenomegalia) em doenças do depósito e na hipertensão portal.
O órgão se caracteriza por duas funções, a linfóide e a vascular, formando a polpa branca ou polpa lienal, que é composta por folículos linfáticos circundados pela polpa vermelha.

## Vascularização do baço
A artéria esplênica (ou lienal) faz a vascularização do baço, que é ricamente vascularizado. É o ramo esquerdo do tronco celíaco, que sai da porção abdominal da artéria aorta.

## Funções do baço - (drenagem venosa)
O baço controla, armazena e destrói células sanguíneas. Com o tamanho de um punho, é localizado no hipocôndrio esquerdo, região superior da cavidade abdominal, logo abaixo dos pulmões.

## Polpas sanguíneas - (inervação)
A polpa branca faz parte da defesa ou proteção sanguínea. É uma estrutura do sistema imunológico. A polpa vermelha higieniza as hemácias defeituosas do sangue, removendo os materiais inúteis do sangue (p.ex., hemácias senescentes).

## Grupo de células
A polpa branca contém certos leucócitos (linfócitos), que produzem anticorpos essenciais no combate às infecções do corpo.
A polpa vermelha contém outros leucócitos (fagócitos) que ingerem o material indesejável (p.ex., bactérias ou células defeituosas) do sangue circulante.
A polpa vermelha controla os eritrócitos, determina quais são anormais, velhos demais ou lesados e não funcionam adequadamente, e os destrói. Consequentemente, a polpa vermelha é algumas vezes denominada cemitério de eritrócitos. A polpa vermelha também serve como depósito de elementos do sangue, especialmente de leucócitos e plaquetas. Em muitos animais, a polpa vermelha liberta esses elementos do sangue na circulação sanguínea quando o organismo necessita deles, mas, nos seres humanos, essa liberação não representa uma função importante do baço. Quando é realizada uma esplenectomia (remoção cirúrgica do baço), o corpo perde parte da sua capacidade de produzir anticorpos protetores e de remover bactérias indesejáveis do sangue. Consequentemente, a capacidade do corpo de combater as infecções é reduzida. Após um breve período, outros órgãos (principalmente o fígado) aumentam a sua capacidade de combate às infecções para compensar essa perda e, por essa razão, o risco de infecção não dura toda a vida.

## Precursor
Mesênquima do mesogástrio dorsal, exerce as polpas branca e vermelha em grupos de células, vascularizado pela artéria esplênica, drenando o sangue venoso das veias esplênicas e inervando o plexo esplênico. A precursão funcional das plaquetas e do plasma sanguíneo diante da formação dos órgãos e sistemas de um animal em partícula celular.

## Ruptura do baço
O baço é o órgão que se lesiona com mais frequência no abdômen quando há pancadas violentas no lado esquerdo. O seu rompimento causa hemorragia intraperitonial intensa e choque. A ruptura esplênica também pode ocorrer durante o ato cirúrgico, principalmente em pacientes obesos que são submetidos a cirurgias bariátricas (ocorre em 1-6% dependendo dos serviços de cirurgia). Nos casos de ruptura de baço pode ser indicada a manutenção do órgão ou a retirada do mesmo - esplenectomia- quando o sangramento não cessa. A retirada do baço torna o indivíduo mais susceptível a infecções por bactérias capsuladas, por exemplo, a causadora da pneumonia (Streptococcus pneumoniae).

## Imagens adicionais

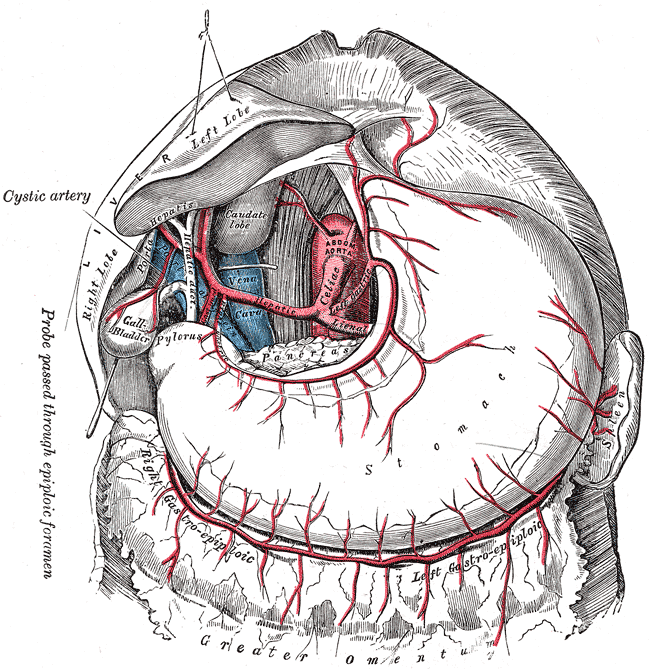
A artéria celíaca e seus ramos.
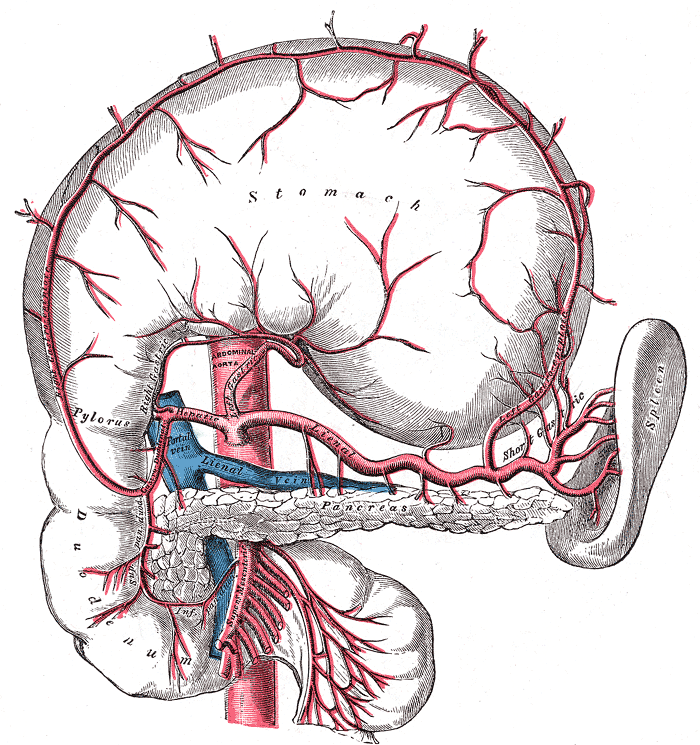
A artéria celíaca e seus ramos.
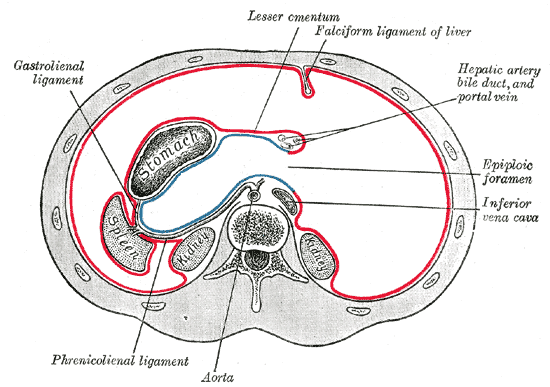
Disposição horizontal do peritônio na porção superior do abdômen.
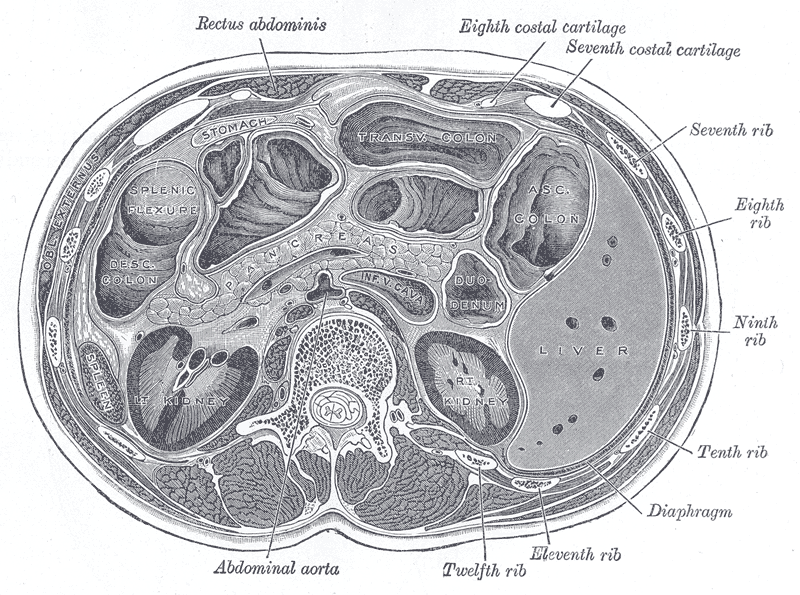
Seção transversal no meio da 5ª vertebral lombar.
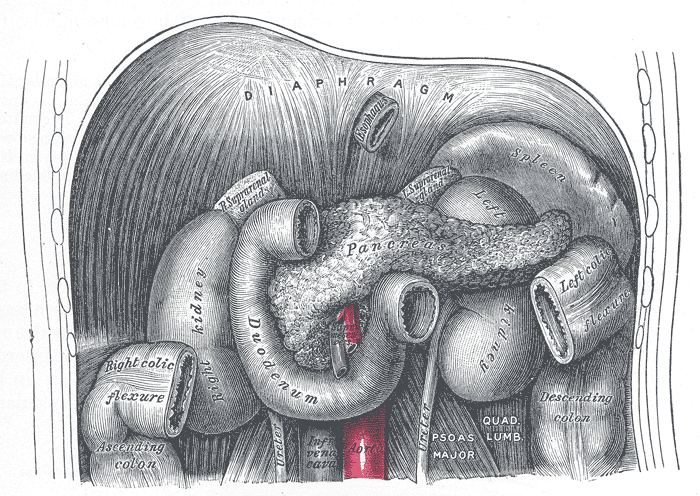
O duodeno e o pâncreas.
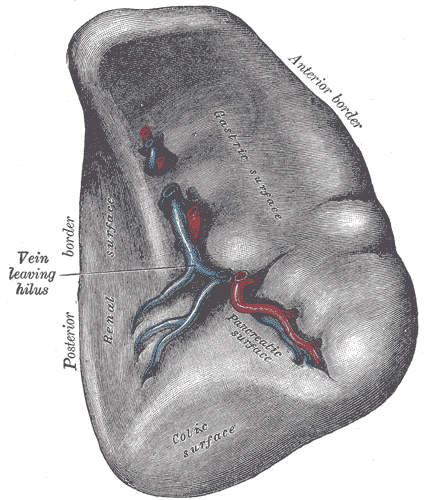
A face visceral do baço.
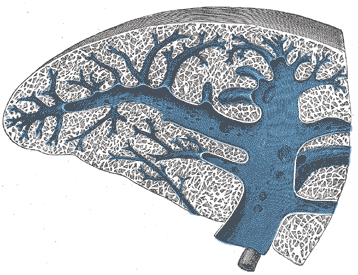
Secção transversa do baço, mostrando seu tecido trabecular, a veia esplênica e suas tributárias.
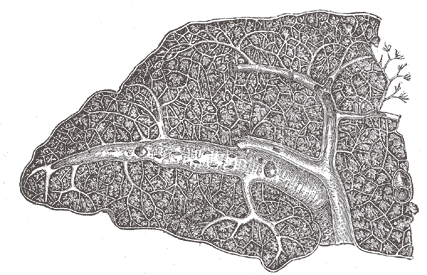
Secção transversa do baço, mostrando a distribuição da artéria esplênica e seus ramos.
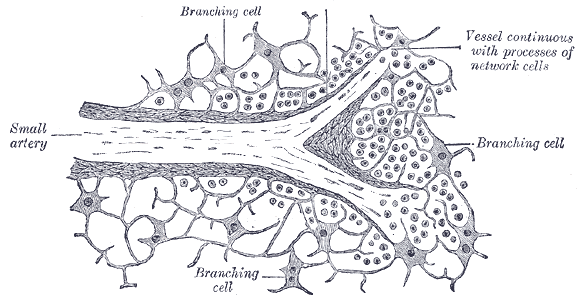
Secção do baço, mostrando a terminação dos pequenos vasos sanguíneos.
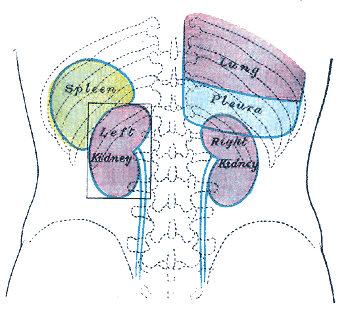
Parte de trás da região lombar, mostrando as marcas na superfície feitas pelos rins, ureteres e baço.
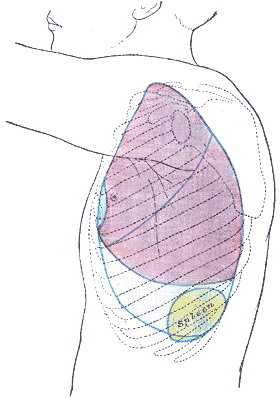
Lado do tórax, mostrando superfície marcada pelos ossos, pulmões (roxo), pleura (azul) e baço (verde)
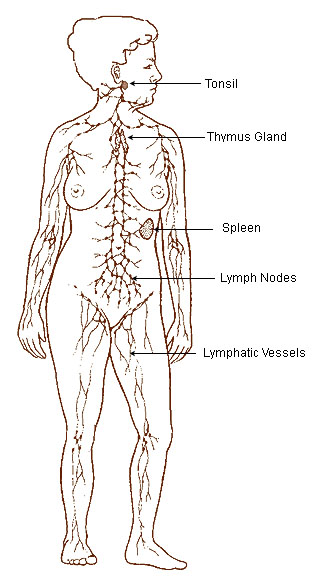
Sistema linfático